# Nancy Niedzielski
Nancy Niedzielski (ur. 1964) – amerykańska językoznawczyni. Zajmuje się socjolingwistyką, percepcją mowy, dialektologią, fonetyką, technikami przetwarzania mowy oraz relacją między językiem a płcią.

## Życiorys
Absolwentka Uniwersytetu Wschodniego Michigan, gdzie uzyskała bakalaureat i magisterium. W 1997 r. doktoryzowała się na Uniwersytecie Kalifornijskim w Santa Barbara, na podstawie pracy Influence of Social Factors on the Phonetic Perception of Sociolinguistic Variables. Objęła stanowisko profesora nadzwyczajnego na Uniwersytecie Rice’a.
Autorka naukowych artykułów językoznawczych; współautorka książki Folk Linguistics (2000), poświęconej lingwistyce potocznej.

## Wybrana twórczość
- Folk Linguistics (współautorstwo, 2000)
- Attitudes towards Midwestern English (2002)
- Sociophonetics: A reader (współautorstwo, 2010)
- Folk pragmatics (2013)